# Столтидис, Иероклис
Иероклис Столтидис (греч. Ιεροκλής Στολτίδης; род. 2 февраля 1975[…], Ираклион) — греческий футболист, выступавший на позиции полузащитника. Он характеризовался вспыльчивостью, решительностью и лидерскими качествами.

## Клубная карьера
Столтидис начал заниматься футболом с «Понти Козанис» из четвёртого дивизиона, откуда перешёл в «Ираклис», где провёл 11 лет. Он дебютировал в чемпионате Греции за клуб из Салоников в декабре 1992 года, но стал игроком основы лишь в сезоне 1995/96. В следующем сезоне он впервые сыграл в Кубке УЕФА. Столтидис выделился в сезоне 2002/03 и был признан лучшим игроком клуба в сезоне. В июне, имея в активе 234 матча за клуб, он перешёл в «Олимпиакос», подписав контракт на два года. Его купили, чтобы заменить Зе Элиаса, который перешёл в «Дженоа».
В сезоне 2003/04 благодаря решающим голам в матчах против прямых конкурентов в борьбе за чемпионство, «Панатинаикоса» и АЕКа, Столтидис завоевал уважение болельщиков. Столтидис также удачно дебютировал в Лиге чемпионов, забив дважды в пяти матчах. Будучи основным игроком в команде Душана Баевича, в сезоне 2004/05 он сыграл 25 матчей в чемпионате и забил два гола. Он отыграл все шесть матчей кампании Лиги чемпионов без замен и забил победный гол в домашнем матче в ворота будущего победителя турнира, «Ливерпуля». В том же сезоне он с «Олимпиакосом» выиграл чемпионат, а также кубок Греции по футболу.
В сезоне 2005/06 он начал с первых минут матч дерби «Панатинаикоса» против «Олимпиакоса» и забил гол, чем помог «Олимпиакосу» победить со счётом 2:0. Столтидис закончил сезон 2005/06 с ещё одним «золотым дублем», а также получил награду футболист года в Греции. Сезон 2007/08 в очередной раз оказался успешным для Столтидиса. Тренер Такис Лемонис ставил Столтидиса в паре с аргентинцем Кристианом Раулем Ледесмой, игроки сформировали прочные партнёрские отношения. Столтидис также продолжил свой успех в Лиге чемпионов, на этот раз он помог «Олимпиакосу» занять второе место в группе и выйти в плей-офф. Он завершил групповой этап с 3 голами и 2 результативными передачами, все три гола Столтидис забил «Вердеру» (победы 1:3 и 3:0). В 2010 году он подписал контракт на один год с «Керкирой», где по окончании сезона и закончил свою карьеру.

## Карьера в сборной
Столтидис был в составе молодёжной сборной Греции, которая дошла до финала чемпионата Европы 1998 года и уступила там с минимальным счётом Испании. В ноябре 1999 года он дебютировал в основной сборной, и даже представлял Грецию на Олимпийских играх 2004 года в Афинах. Несмотря на хорошие выступления за «Олимпиакос», он остался за бортом победного состава Евро-2004, а также мундиаля 2006 года и Евро-2008. И, наконец, после многих лет спекуляции СМИ Отто Рехагель вызвал Столтидиса в сборную на товарищеский матч против Чехии. Он отклонил приглашение, заявив следующее: 
Я уже не в том возрасте, когда мог выступать на всех этих фронтах на должном уровне. Кроме моей благодарности болельщикам за их поддержку, я хочу заверить их в том, что, если бы этот вызов поступил раньше в моей карьере, когда я был в состоянии соревноваться на всех фронтах на высоком уровне, я бы предоставил себя в распоряжение тренера без колебаний.